# Aitkin
Aitkin város az USA Minnesota államában. Lakosainak száma 2168 fő (2020. április 1.).

## Népesség
A település népességének változása:

| 2010 | 2 165 |
| 2020 | 2 168 |